# Capela das Relíquias da Beata Lindalva
A Capela das Relíquias da Beata Lindalva é o local onde encontram-se os restos mortais da Beata Lindalva Justo de Oliveira, na cidade de Salvador, desde o dia 6 de abril do ano de 2014. 

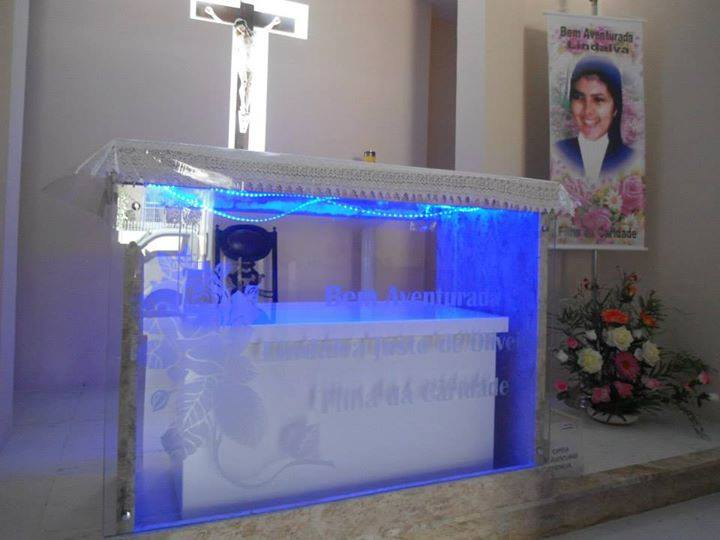
Capela das Relíquias da Beata Lindalva

Por guardar as relíquias de uma mártir católica, a capela é um importante centro de devoção e recebe diariamente a visita de muitas pessoas. Localiza-se ao lado da igreja do Instituto Nossa Senhora da Salette, administrado pelas Filhas da Caridade de São Vicente de Paulo, no bairro dos Barris, região central da capital baiana, e a poucos metros do Santuário de Exposição e Adoração Perpétua ao Santíssimo Sacramento, a Igreja e Convento de São Raimundo.